# Douglas DC-4
Douglas DC-4 je bilo štirimotorno propelersko potniško / transportno letalo ameriškega proizvajalca Douglas Aircraft Company. Uporabljal se je v 2. SV in za zračni transport med Berlinsko blokado, po letu 1945 pa kot potniško letalo.
Prototip DC-4E s 54 sedeži se je izkazal za zelo negospodarnega in preveč zapletenega za vzdrževanje, zato sta letalski družbi Eastern in United zahtevali manjše in bolj gospodarno letalo. Med 2. svetovno vojno je dobil pri USAAF (Ameriškem armadnem vojnem letalstvu) vojaško oznako C-54 Skymaster, pri mornarici pa Douglas R5D. Prvi C-54 je poletel 14. februarja 1942.
DC-4 je imel pristajalno podvozje tipa tricikel, ki je omogočalo enakomeren presek trupa po skoraj celotni dolžini in krajši vzlet. Trup DC-4 so pozneje z dodatnim modulom podaljšali in tako je nastal še DC-6. Zaradi enakomernega preseka potniškega dela trupa se je ta inovativni način krajšanja ali daljšanja potniških letal ohranil vse do danes - npr. Airbus A-318 (najkrajša verzija), A-319 (krajša verzija), A-320 (normalna verzija) in A-321 (daljša verzija). Med vojno so zgradili 1.163 C-54 / R5D in 79 DC-4 po vojni do leta 1947. Po 2. SV so okoli 500 vojaških C-54 predelali v potniška letala.
DC-4 / C-54 se je izkazal za priljubljeno in zanesljivo letalo. Nekaj težav je bilo sprva le s poddimenzioniranim sistemom za napajanje z gorivom, ko so začeli vgrajevati močnejše (in potratnejše) motorje. 
Kljub temu, da ga že dolgo let več ne izdelujejo, je še vedno v uporabi nekaj letal, npr. pri Buffalo Airways.

## Tehnične specifikacije(DC-4-1009)
Splošne karakteristike
- Posadka: štiri
- Število sedežev: do 86 potnikov
- Dolžina: 93 ft 10 in (28,6 m)
- Razpon kril: 117 ft 6 in (35,8 m)
- Višina: 27 ft 6 in (8,38 m)
- Površina kril: 1 460 sq ft (135,6 m²)
- Aeroprofil: NACA 23016  (koren) NACA 23012 (konica krila)
- Teža praznega letala: 43 300 lb (19.640 kg)
- Naložena teža: 63 500 lb (28.800 kg)
- Maks. vzletna teža: 73 000 lb (33.100 kg)
- Pogon letala: 4 ×  Pratt & Whitney R-2000 Twin Wasp 14-valjni  zvezdasti motor zračno hlajen  motor, 1.450 KM (1.081 kW)  vsak

 Zmogljivost 
- Maks. hitrost: 280 mph (450 km/h)
- Potovalna hitrost: 227 mph/197 vozlov (365 km/h)
- Doseg: 4 250 mi (6.839 km)
- Višina leta: 22 300 ft (6.800 m)
- Obremenitev kril: 43,5 lb/sq ft (212,4 kg/m²)
- Razmerje moč/teža: 10,9 lb/KM (6,6 kg/kW)